# Thermophis
Thermophis is een geslacht van slangen uit de familie toornslangachtigen (Colubridae) en de onderfamilie Dipsadinae.

## Naam en indeling
De wetenschappelijke naam van de groep werd voor het eerst voorgesteld door Edmond V. Malnate in 1953. Er zijn drie soorten, inclusief de pas in 2014 beschreven Thermophis shangrila.

## Verspreiding en habitat
Alle soorten komen voor in Azië en leven endemisch in China. De habitat bestaat uit scrublands, graslanden en draslanden.

## Beschermingsstatus
Door de internationale natuurbeschermingsorganisatie IUCN is aan twee soorten een beschermingsstatus toegewezen. Een soort wordt beschouwd als 'gevoelig' (Near Threatened of NT) en een soort als 'bedreigd' (Endangered of EN).

### Soorten
Het geslacht omvat de volgende soorten, met de auteur en het verspreidingsgebied.
| Naam                 | Auteur                             | Verspreidingsgebied |
| -------------------- | ---------------------------------- | ------------------- |
| Thermophis baileyi   | Wall, 1907                         | China               |
| Thermophis shangrila | Peng, Lu, Huang, Guo & Zhang, 2014 | China               |
| Thermophis zhaoermii | Guo, Liu, Feng & He, 2008          | China               |